# World Athletics Continental Tour 2023

Logo von World Athletics

Die World Athletics Continental Tour 2023 ist eine Reihe von Leichtathletikveranstaltungen, die vom Leichtathletikweltverband World Athletics in vier Kategorien (Gold, Silber, Bronze und Challenger) eingeteilt werden.

## Veranstaltungskalender
| Datum      | Veranstaltung                                                      | Stadion                                      | Label      |
| ---------- | ------------------------------------------------------------------ | -------------------------------------------- | ---------- |
| 21.01.     | Potts Classic Hastings                                             | Hawkes Bay Sports Park                       | Challenger |
| 28.01.     | Cooks Classic Wanganui                                             | Cooks Gardens                                | Challenger |
| 03.02.     | Capital Classic Wellington                                         | Newtown Park Stadium                         | Challenger |
| 04.02.     | Sola Power Throws Meet Lower Hutt                                  | SolaPower Throwing Academy                   | Challenger |
| 11.02.     | Adelaide Track Classic Adelaide                                    | SA Athletics Stadium                         | Challenger |
| 19.02.     | Christchurch International Track Meet Christchurch                 | Nga Puna Wai Sports Hub                      | Bronze     |
| 22.–23.02. | Maurie Plant Meet – Melbourne Melbourne                            | Lakeside Stadium                             | Gold       |
| 04.03.     | The TEN San Juan Capistrano                                        | JSerra Catholic HS                           | Silber     |
| 09.03.     | NSW Milers Series Sydney                                           | The Crest Athletics Centre                   | Challenger |
| 11.03.     | Sydney Track Classic Sydney                                        | SOPAC                                        | Challenger |
| 16.03.     | Sir Graeme Douglas International Auckland                          | Douglas Track & Field                        | Bronze     |
| 16.-18.03. | Carolina Spring Break Classic Carolina                             | Pista Basilio Rodriguez                      | Challenger |
| 17.03.     | Meeting International Djibouti Dschibuti                           | Stade National El Hadj Hassan Gouled Aptidon | Silber     |
| 25.03.     | Brisbane Track Classic Brisbane                                    | Queensland Sport and Athletics Centre        | Silber     |
| 25.03.     | MVP Velocity Fest 12 Kingston                                      | Independence Park                            | Challenger |
| 25.03.     | Grand Prix Sudamericano Estrella Puente San Carlos                 |                                              | Challenger |
| 26.03.     | Grand Prix International de Douala Douala                          | Stade de la Réunification                    | Silber     |
| 26.03.     | Grand Prix Sudamericano Darwin Piñeyrúa San Carlos                 |                                              | Challenger |
| 01.04.     | Felix Sánchez Classic Santo Domingo                                | Estadio Olímpico Félix Sánchez               | Bronze     |
| 08.04.     | Miramar Invitational Miramar                                       | Ansin Sports Complex                         | Silber     |
| 11.04.     | Grand Prix Sudamericano Memorial Asnoldo Devonish Barquisimeto     | Polideportivo Máximo Viloria                 | Challenger |
| 11.04.     | Grand Prix Sudamericano Memorial Brígido Iriarte Barquisimeto      | Polideportivo Máximo Viloria                 | Challenger |
| 12.04.     | ASA Athletics Grand Prix 1 Pretoria                                | Bestmed Tuks Stadium                         | Challenger |
| 12.04.     | Grand Prix Sudamericano Memorial Máximo Viloria Barquisimeto       | Polideportivo Máximo Viloria                 | Challenger |
| 14.04.     | Cape Milers Club/Endurocad Middle distance invitational 1 Kapstadt | Green Point Stadium                          | Challenger |
| 17.04.     | Cape Milers Club/Endurocad Middle distance invitational 2 Kapstadt | Green Point Stadium                          | Challenger |
| 19.04.     | ASA Athletics Grand Prix 2 Johannesburg                            | Germiston Stadium                            | Challenger |
| 22.-23.04. | 71. Hyōgo Relay Carnival Kōbe                                      | Kobe Universiade Memorial Stadium            | Challenger |
| 22.04.     | Tokyo Spring Challenge Tokio                                       | Nationalstadion                              | Challenger |
| 22.04.     | MVP Velocity Fest 13 Kingston                                      | Independence Park                            | Challenger |
| 22.04.     | Tropical Park Meet #1 Miami                                        | Tropical Park Stadium                        | Challenger |
| 24.04.     | Cape Milers Club/Endurocad Middle distance invitational 3 Kapstadt | Green Point Stadium                          | Challenger |
| 26.04.     | ASA Athletics Grand Prix 3 Potchefstroom                           | McArthur Stadium                             | Challenger |
| 26.-28.04. | Singaporean Open Championships Singapur                            | Nationalstadion Singapur                     | Challenger |
| 26.-29.04. | Drake Relays Des Moines                                            | Drake Stadium                                | Silber     |
| 27.-29.04. | Penn Relays Philadelphia                                           | Franklin Field                               | Bronze     |
| 29.04.     | Botswana Golden Grand Prix Gaborone                                | Botswana National Stadium                    | Gold       |
| 29.04.     | Mikio Oda Memorial Athletics Meeting Hiroshima                     | Mazda Zoom-Zoom Stadium                      | Bronze     |
| 03.05.     | Shizuoka International Athletics Meet Fukuroi                      | Shizuoka-Ecopa-Stadion                       | Bronze     |